# Komorniki (gmina)
Komorniki – gmina wiejska w województwie wielkopolskim, w powiecie poznańskim. W latach 1975–1998 gmina położona była w województwie poznańskim. Siedzibą władz gminy jest wieś Komorniki.
Według danych z 2022 r. gminę zamieszkiwało 36 329 osób.
Gmina Komorniki jest gospodarzem Ogólnopolskiego Festiwalu Muzyki Organowej i Kameralnej oraz siedzibą stowarzyszenia "Polska Orkiestra Barokowa".

## Transport
Od 1 października 2013 roku wszystkie gminne linie autobusowe obsługiwane przez PUK Komorniki wchodzą w skład systemu transportu zbiorowego Aglomeracji Poznańskiej, organizowanego przez Zarząd Transportu Miejskiego w Poznaniu.
PUK Komorniki operuje 12 linii na terenie Gminy Komorniki, Gminy Dopiewo, Lubonia (701, 702, 703, 704, 705, 707, 710, 715, 716, 729, 250, 257), które organizowane są przez ZTM Poznań. 
Na terenie gminy zlokalizowane są 3 stacje kolejowe (Trzebaw-Rosnówko, Szreniawa, Wiry),       obsługiwane przez pociągi Kolei Wielkopolskich.
Przez miejscowości: Komorniki, Szreniawa oraz Rosnówko przebiegają linie PKS Poznań (93, 294, 297), co zapewnia połączenia gminy z: Grodziskiem Wielkopolskim, Nowym Tomyślem, Stęszewem, Kąkolewem oraz Poznaniem.

## Struktura powierzchni
Według danych z roku 2002 gmina Komorniki ma obszar 66,55 km², w tym:
- użytki rolne: 73%
- użytki leśne: 16%

Gmina stanowi 3,5% powierzchni powiatu poznańskiego.

## Demografia
Dane z 2021 r.:
| Opis                              | Ogółem | Ogółem | Kobiety | Kobiety | Mężczyźni | Mężczyźni |
| --------------------------------- | ------ | ------ | ------- | ------- | --------- | --------- |
| jednostka                         | osób   | %      | osób    | %       | osób      | %         |
| populacja                         | 32 193 | 100    | 16 468  | 51,2    | 15 725    | 48,8      |
| gęstość zaludnienia (mieszk./km²) | 483,67 | 483,67 | 247     | 247     | 236,45    | 236,45    |

- Piramida wieku mieszkańców gminy Komorniki w 2021 roku[6].

## Sąsiednie gminy
Dopiewo, Luboń, Mosina, Poznań, Puszczykowo, Stęszew